# フルカラー
フルカラーとは、
- 「あらゆる色」を表す言葉。この項目で説明。
- パナソニックが販売する配線器具のうち、JIS C 8375[1] 準拠の取付枠を使用する大角連用スイッチ、コンセント類を中心とする商品群。1980年代から多く使用されているが、1990年代末期にワイドハンドル型のコスモシリーズワイド21が登場すると、新築住宅では取って代わられるようになった。

フルカラー（fullcolor, full colors）は、表示装置・印刷物、またはそのためのデータなどが、「あらゆる色」を表現できること。ここでの「フル」とは多色刷りなどの色が限定される物と対比しての意味である。

## 類似の用語
- マルチカラー - ファッション分野で使われる用語。単色と対比。
- 総天然色 - 映画で使われる用語。全ての時間軸においてカラーである映画。一部の時間がカラーのパートカラーや白黒と対比。

## フルカラーの限界

「フルカラー」で表示できる色の範囲の一例

実際には、色度図上の馬蹄形内の全ての色を表示することはきわめて困難で、三原色を使って三角形内の範囲の色を表示できればフルカラーと呼ぶ。
また、その三角形内のあらゆる色を表示するには、連続階調での制御が必要だが、ある程度の階調数（具体的な数値は分野により異なる）ならばフルカラーと呼ぶ。
印刷物の場合は、（黒版は別にして）3原色よりも色版を増やし、より広い範囲の色を印刷できる多色印刷があるが、3色以上ならばフルカラーと呼ぶ。

## デジタルシステムのフルカラー

### 主な色数
代表的なフルカラーには以下のようなものがある。色深度（1ピクセルあたりビット数）または色数で表現されるが、特別な名前を持つものもある。
- 12ビットカラー（4,096色）。1原色あたり4ビット（16階調）を割り当てる。
- 15ビットカラー（32,768色）、15ビットハイカラー（highcolor, high colors）。1原色あたり5ビット（32階調）を割り当てる。
- 16ビットカラー（65,536色）、16ビットハイカラー。RとBの2原色に各5ビット（32階調）、人間の視覚が最も敏感なGに6ビット（64階調）を割り当てる。
- 18ビットカラー（262,144色）。1原色あたり6ビット（64階調）を割り当てる。日本語の仕様書では26万色、英語では262 thousands colorsと書かれることが多い。
- 24ビットカラー（16,777,216色）、トゥルーカラー（truecolor, true colors）。1原色あたり8ビット（256階調）を割り当てる。日本語の仕様書では1677万色、英語では16 million colorsと書かれることが多い。現代のパソコン業界では、トゥルーカラーのみをフルカラーと呼ぶことが多い[2]。
  - 32ビットカラー。うち8ビットはダミーまたはアルファチャンネル（色以外の情報）であり、色については24ビットカラーと同じである。
- 30ビットカラー（1,073,741,824色）。1原色あたり10ビット（1,024階調）を割り当てる。30ビットカラー以上（32ビットカラーは除く）をディープカラー（deepcolor, deep colors）と言うことがある。
- 36ビットカラー（68,719,476,736色）。1原色あたり12ビット（4,096階調）を割り当てる。
- 42ビットカラー（4,398,046,511,104色）。1原色あたり14ビット（16,384階調）を割り当てる。
- 48ビットカラー（281,474,976,710,656色）。1原色あたり16ビット（65,536階調）を割り当てる。内部データや中間データによく使われる。
- 浮動小数点カラー。各原色の輝度を浮動小数点数で表す。実用上無限階調・無限色が表せる。

印刷業界ではトゥルーカラー等の用語はあまり使わないが、数値は同じである。
希に、ピクセルあたりのビット数ではなく各原色あたりのビット数を使って表すことがある（たとえば、16,777,216色を8ビットカラーということがある）。
「××ビットカラー」と呼ばれるものでもインデックスカラーと呼ばれる物があるが、任意の色を選び表示をする物で有り、フルカラーでは無い。8ビット以下ではインデックスカラーが使われることが多い。

### 擬似フルカラー
擬似フルカラーは、空間分割や時間分割を使い、本来の表示性能では表示できない中間階調を表示する技術である。ハードウェアによる（空間または時間領域での）ディザリングと言える。
64階調のセルを4つに時間分割する（あるいは縦横2×2の4つ使う）システムが代表的だが、その場合、0（常に0）、0.25（0→0→0→1を短時間に繰り返す）、0.5、…63（常に63）の253階調、2533=16194277色を表せる。日本語の仕様書では1620万色または1619万色と書かれることが多い。
- iMac (2017), iMac Proでは、24ビットカラーの液晶パネルを用い、空間分割や時間分割による10ビットディザリングで30ビットカラー、約10億色表示を実現している[3][4]。